# Hexatoma (Eriocera) ctenophoroides ctenophoroides
Hexatoma (Eriocera) ctenophoroides ctenophoroides is een ondersoort van de tweevleugelige Hexatoma (Eriocera) ctenophoroides uit de familie steltmuggen (Limoniidae). De ondersoort komt voor in het Oriëntaals gebied.